# Конармия (рассказы)
«Кона́рмия» — неоконченный сборник, включающий 38 рассказов Исаака Бабеля, 34 из них написаны в 1923—1925 годах, последний — в 1937 году.
Рассказы объединены темой гражданской войны и основаны на дневнике, который автор вёл на службе в 1-й Конной армии, под командованием Семёна Будённого во время Советско-польской войны 1920 года.

## Сюжет
Книга состоит из 38 коротких рассказов, представляющих собой зарисовки жизни и быта Первой Конной армии, объединённые героями и временем повествования. В книге с авторской точки зрения показаны действительность того времени, жестокость войны и героизм людей, отдававших свои жизни ради общего дела. Многие эпизоды произведения автобиографичны.
Примечательно, что главным героем рассказов является чистокровный еврей, который взял фамилию Лютов, но не скрывает своего происхождения.
- Переход через Збруч
- Костел в Новограде
- Письмо
- Начальник конзапаса
- Пан Аполек
- Солнце Италии
- Гедали
- Мой первый гусь
- Рабби
- Путь в Броды
- Учение о тачанке
- Смерть Долгушова
- Комбриг два
- Сашка Христос
- Жизнеописание Павличенки, Матвея Родионыча
- Кладбище в Козине
- Прищепа
- История одной лошади
- Конкин
- Берестечко
- Соль
- Вечер
- Афонька Бида
- У святого Валента
- Эскадронный Трунов
- Иваны
- Продолжение истории одной лошади
- Вдова
- Замостье
- Измена
- Чесники
- После боя
- Песня
- Сын рабби
- Аргамак
- Поцелуй
- Грищук
- Их было девять

## Особенности изложения
В рассказах упоминаются советско-польская война и участие в ней конармии, но не упоминается переход во время военных действий в Польше большого числа казаков из 1-й конной армии Будённого на сторону Войска Польского и Армии Украинской Народной Республики в 1920 — начале 1921 гг. Краткое упоминание о «белоказаках», сражавшихся на стороне поляков, содержится в рассказах «Вдова» и «После боя» («атака при Чесниках»), без указания обстоятельств их перехода из состава конармии на сторону Польши и Украины. Топонимика «Конармии» практически безупречна. Большинство глав И. Бабель датировал июнем-сентябрем 1920 года.

## Судьба книги
Первоначально по замыслу автора в «конармейском» цикле должно было быть 50 рассказов, первые рассказы цикла выходили в 1923—1924 годах, сначала в одесской газете «Известия», а потом в московских литературных журналах «ЛЕФ», «Красная новь», отдельные рассказы публиковались в журналах «Огонёк» и «Прожектор». В 1926 году 34 опубликованных рассказа были собраны автором в книгу, при этом порядок, в котором они следуют, не соответствует ни хронологии происходящих в них событий, ни порядку первых публикаций. Впоследствии при выходе новых изданий автор дополнял и дорабатывал «Конармию». Последним опубликованным в составе книги рассказом был «Аргамак», вошедший в издание 1933 года. В 1937 году Бабелем был написан ещё один «конармейский» рассказ, «Поцелуй», ставший своего рода эпилогом цикла, но он был опубликован отдельно и не вошёл ни в одно из прижизненных изданий книги.
После журнальных публикаций первых «конармейских» рассказов имя Бабеля сразу стало популярным, его невероятный литературный успех современная критика объясняла как актуальностью темы, так и стилистической яркостью, динамикой повествования и новизной литературного метода писателя. В то же время цикл встретил неприятие со стороны отдельных советских военачальников и литераторов того времени. Образы персонажей рассказов, при всем их героизме и отваге, были далеки от глянцевых пропагандистских стереотипов. Семён Будённый, один из прототипов героев цикла, выступил в журнале «Октябрь» (№ 3 за 1924 год) с гневной заметкой. За Бабеля заступился Максим Горький, вступив с Будённым в полемику.  Среди видных военачальников этот сборник высоко ценили Василий Блюхер и Виталий Примаков (Блюхер сказал: «Бабель дал яркую характеристику 1-й Конной армии, как наилучшей части нашей победоносной армии». Примаков в письме 13 сентября 1926 года писал Бабелю: «Всё Ваше мы с радостью ждём»), два высокопоставленных товарища Бабеля — Шмидт и Якир — оказывали ему поддержку и пригласили его на военные учения.
Последнее прижизненное издание книги было опубликовано в 1936 году; в 1940 году Исаак Бабель был расстрелян по надуманному обвинению, а все его произведения до 1950-х годов оказались под запретом. Бабеля реабилитировали в 1954 году; вскоре возобновилась публикация его работ.
В настоящее время книга переиздается и переведена более чем на 20 иностранных языков. Эрнест Хемингуэй писал, что читал Бабеля ещё тогда, когда появились первые его переводы на французский язык и вышла «Конармия»: «Я от него в восторге. Вещи Бабеля замечательны, и пишет он прекрасно». Наряду с «Одесскими рассказами» Бабеля, она была включена в список отечественной литературы в рамках проекта «100 книг», разработанного Министерством образования и науки РФ в качестве помощи учащимся для определения круга самостоятельного чтения.
Многие герои рассказов «Конармии» были «вычеркнуты» из истории, либо попав в опалу ещё в 1920-е годы, либо после объявления их «врагами народа» во время сталинских репрессий 1930-х годов. По мере попадания тех или иных персонажей в опалу и необходимости переписывания текста в угоду политической конъюнктуре, книга постоянно исправлялась цензорами и переиздавалась Госиздатом. В 1931 году вышли исправленные пятое и шестое издания «Конармии», в 1933 — седьмое, в 1934 — восьмое, В 1935 — девятое. После десятого издания 1936 года (из которого был изъят фрагмент с упоминанием главкома Каменева), вышедшего в Гослитиздате, отдельных изданий «Конармии» при жизни Бабеля больше не было. Ещё до ареста Бабеля, произошедшего в 1939 году, книга была изъята из общественного доступа. В двухтомнике 1990 года текст «Конармии» публиковался по изданию 1936 года, однако с некоторыми цензурными изъятиями.
В 1936 году органам советской цензуры было отдано негласное указание Главлита «громить» «Конармию» на страницах различных советских литературоведческих изданий и изымать книгу из библиотек. Делалось это большей частью подспудно, но некоторые следы травли сохранились в советской печати: например, в обзоре, опубликованном в журнале «Книга и пролетарская революция» в 1937 году, констатировалось следующее: «За границей [в Европе] до сих пор популярна „Конармия“ Бабеля», — что можно рассматривать как неспособность органов управления советской печатью повлиять на отношение к советским писателям и ранее издававшейся советской литературе за рубежом. Если в Первом томе «Малой советской энциклопедии» первого издания (1928) и второго издания (сданном в производство 27 июня 1936, подписанном к печати 4 марта 1937 года) Бабель с «Конармией» ещё упоминаются, то после 1937 года всякие упоминания как «Конармии», так и самого Бабеля, перестают появляться в советской печати. Таким образом, при жизни писателя «Конармия» выдержала десять или одиннадцать изданий (в 9 книгах), из которых с 1926 г. по 1933 г. отдельной книгой были изданы семь изданий. В 1937 г. Исаак Бабель опубликовал новую главу из «Конармии» — «Поцелуй», — но она так и осталась в журнальном варианте, так как после 1936 г. сборники его произведений уже не выходили.

## Театральные постановки
1 октября 2022 года в театре на Таганке состоялась премьера спектакля по мотивам последнего из «конармейских» рассказов Бабеля — «Поцелуй». Режиссёром выступил Денис Азаров, автором инсценировки — Ольга Никифорова, музыкальным автором — Кирилл Таушкин, сценографией занимался Николай Симонов.

## Академическое издание
- Бабель И. Э. Конармия / подготовила Е. И. Погорельская. — М.: Наука, 2018. — 470 с. — (Литературные памятники). — ISBN 978-5-02-040097-9.
- Погорельская Е. И. «Конармия» Исаака Бабеля // Бабель, И. Э. Конармия. Приложения.
- Погорельская Е. И. «Конармия»: история текста // Бабель, И. Э. Конармия. Приложения.